# Zbigniew Raś
Zbigniew Wiesław Raś – polski informatyk, profesor nauk technicznych.

## Życiorys
W 2004 r. habilitował się na podstawie pracy zatytułowanej Elastyczne systemy odpowiedzi na pytania oparte o wydobywanie wiedzy. W 2012 uzyskał tytuł profesora nauk technicznych. Został zatrudniony w Instytucie Podstaw Informatyki PAN, w Polsko-Japońskiej Akademii Technik Komputerowych, oraz w Politechnice Warszawskiej.